# Ernst Nedelmann

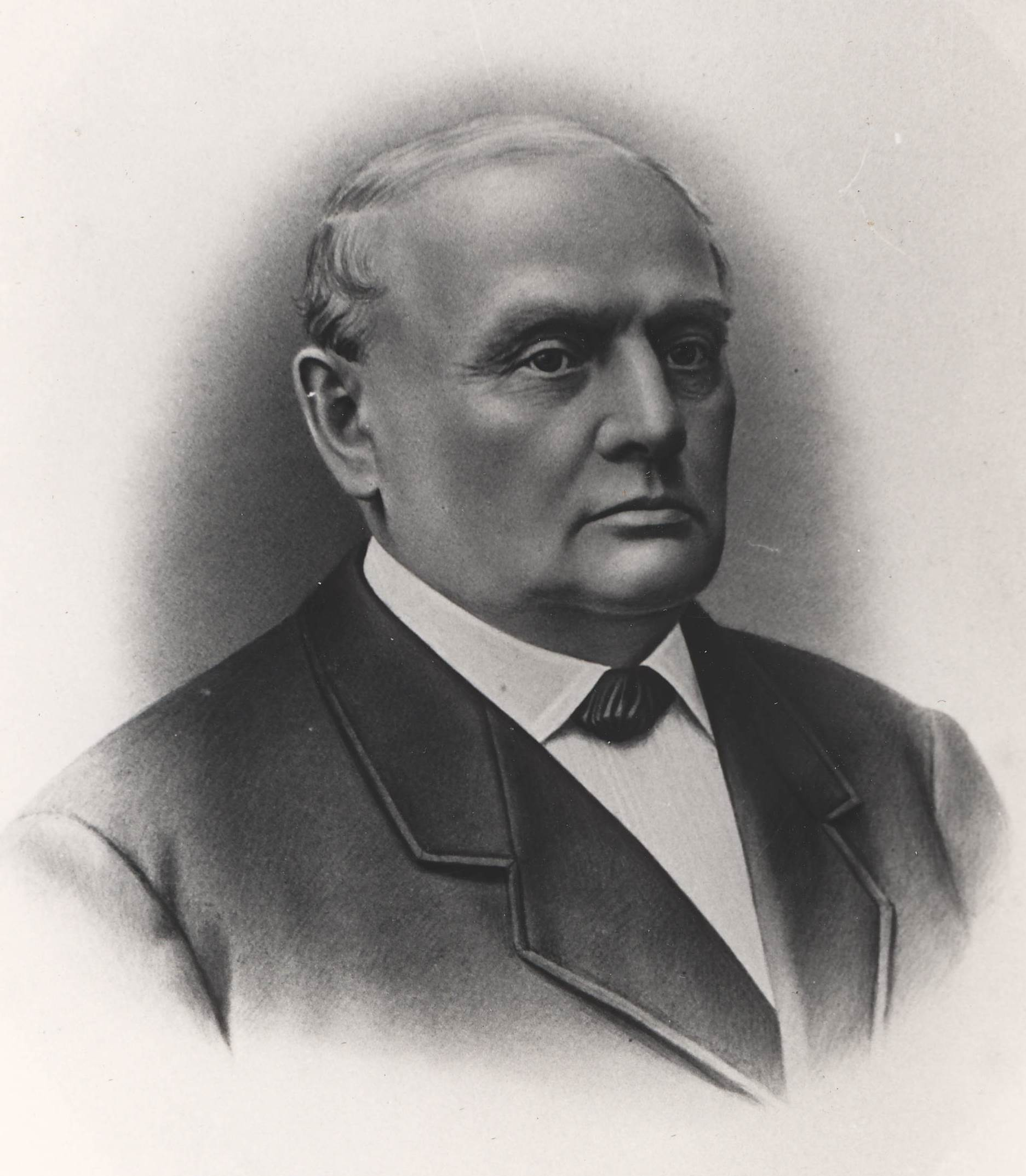
Ernst Nedelmann

Ernst Theodor Nedelmann (* 7. Juli 1818 in Essen; † 22. Februar 1888 in Mülheim an der Ruhr) war ein deutscher Kaufmann und Unternehmer.

## Leben und Wirken in Essen
Ernst Nedelmann wurde als jüngster Sohn des Stadtrats und Gründers des Essener Musikvereins Wilhelm Nedelmann (1785–1862) und dessen Ehefrau Friederike Nedelmann geb. Ascherfeld in Essen geboren. Der Vater stammte aus einer alteingesessenen Essener Kaufmannsfamilie, deren Mitglieder sich über mehrere Jahrhunderte hinweg als Ratsherren und Bürgermeister in ihrer Heimatstadt hervorgetan hatten. Die Mutter entstammte ebenfalls einer etablierten Essener Familie. Ihre Tante Helene Amalie Krupp geb. Ascherfeld (1732–1810) war eine erfolgreiche Kauffrau und maßgeblich verantwortlich für den späteren Erfolg der Krupp-Gussstahlfabrik ihres Enkels Friedrich Krupp.
Angesichts seines vielseitigen Engagements blieb Wilhelm Nedelmann nur wenig Zeit für das Geschäft. Folglich nahm sich seine Frau Friederike zusammen mit den älteren Töchtern des Manufakturwarenladens am Flachsmarkt in Essen an. Neben den vier Töchtern Berta (* 1808), Louise (* 1810), Auguste (* 1812) und Amalie (* 1820) hatte das Ehepaar auch zwei Söhne, Friedrich Wilhelm (* 1814) und Ernst (* 1818). Ersterer starb bereits in jungen Jahren, so dass Ernst Nedelmann die Rolle des Stammhalters zufiel.
Im Gegensatz zu seinem musisch orientierten Vater entwickelte Ernst Nedelmann ein ausgeprägtes kaufmännisches Talent, das von seiner ähnlich veranlagten Mutter gefördert wurde. Nach Beendigung der Schule ging er zu Friedrich Send nach Elberfeld, um in dessen Manufakturwarenhandlung eine kaufmännische Lehre zu beginnen. Auf einer Reise in den Diensten von Send lernte er in Krefeld seine spätere Frau Henriette Winkelmann (1825–1887) kennen, deren Vater dort ein Manufakturgeschäft besaß. Sie stammte väterlicherseits aus einer Mennonitenfamilie, war aber wie ihre Mutter Mitglied der evangelischen Kirche in Krefeld. Die Trauung fand am 24. Juli 1845 in Krefeld statt.

## Neuanfang in Mülheim an der Ruhr
In Essens Nachbarstadt Mülheim an der Ruhr stellte Nedelmann eine Aufbruchsstimmung fest, die ihn als Kaufmann reizte. Mülheim hatte schon seit geraumer Zeit einen enormen Bevölkerungszuwachs zu verzeichnen, erschien wirtschaftlich prosperierend und aufstrebend. Die 1841 gegründete Handelskammer, der aufblühende Kohlenhandel und das damit verbundene Anwachsen der Ruhrschifffahrt machten die Nachbarstadt für ihn attraktiv. So entschloss er sich 1845 zu einem Neuanfang in Mülheim an der Ruhr, nachdem seine Familie nahezu 500 Jahre lang in Essen gelebt und gewirkt hatte.

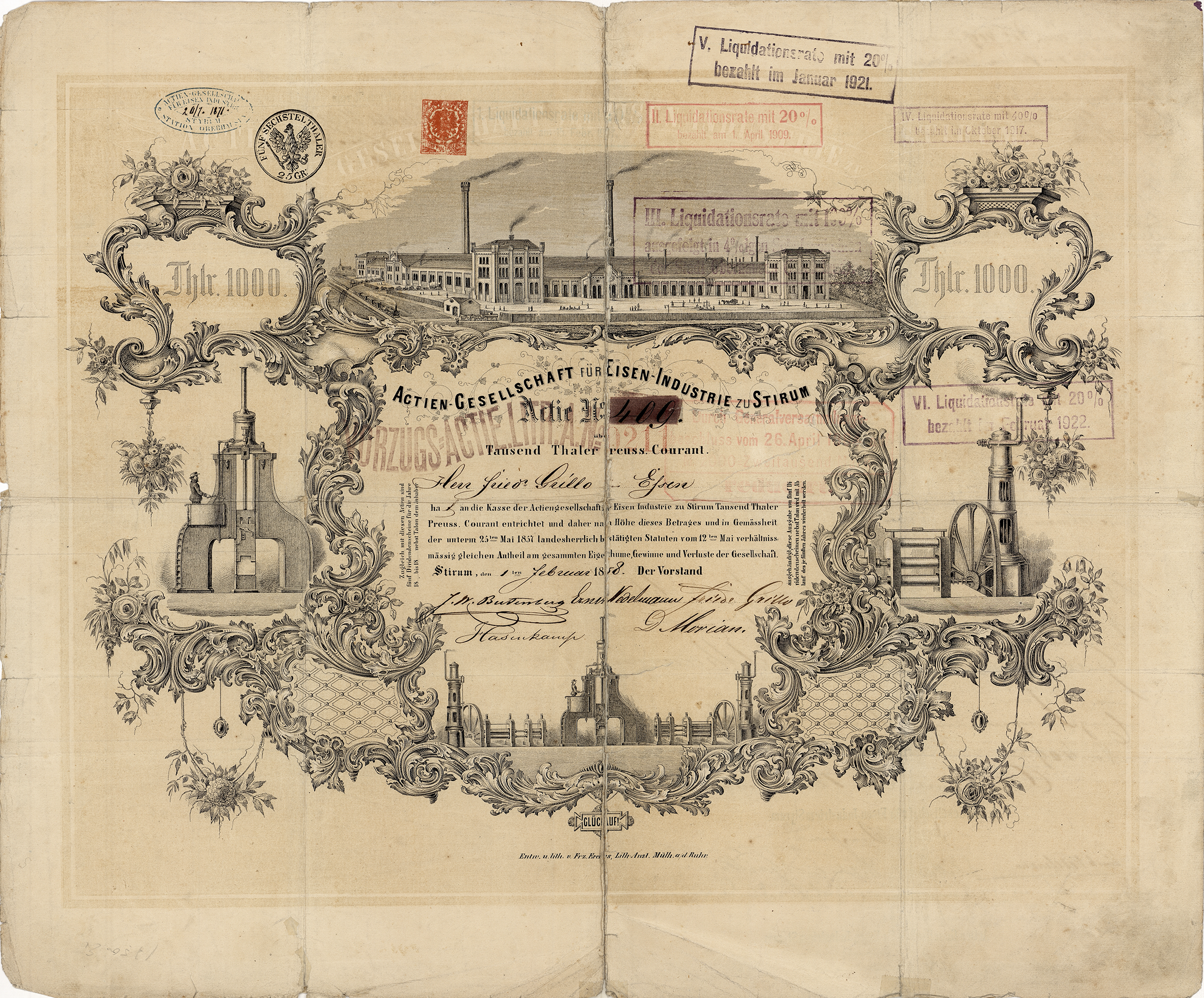
Gründeraktie der Actien-Gesellschaft Eisen-Industrie zu Stirum über 1000 Thaler Preuß. Courant, ausgegeben in Styrum am 1. Februar 1858, ausgestellt auf Friedrich Grillo in Essen. Die Aktie wurde eigenhändig von den Vorstandsmitgliedern unterschrieben, u. a. von Friedrich Grillo, Ernst Nedelmann und Daniel Morian. Die von Wilhelm Theodor Grillo gegründete Eisen-Industrie zu Stirum gehörte zu dieser Zeit zu den bedeutendsten Gesellschaften des Ruhrkohlenbezirks.

Ernst Nedelmann eröffnete ein Manufakturwarengeschäft, mit dem er als Einzelhändler die Einwohner Mülheims versorgte und als Großhändler die kleineren Kaufleute im Umland bediente. Mit der Zeit wurde sein berufliches Engagement vielfältiger. Da der Bergbau und die aufkommende Eisenindustrie immer mehr Kapital benötigten, das von den Unternehmensinhabern allein nicht aufzubringen war, verliehen nicht wenige der wohlhabenden Mülheimer Kaufleute Geld an Unternehmer und stiegen auf diese Weise in das Bankgeschäft ein. So auch Ernst Nedelmann, der unter anderem dem jungen August Thyssen unterstützte und über seine Kontakte zum Vorstand der Reichsbank-Filiale in Essen den einen oder anderen Kredit vermittelte. Die geschäftlichen Interessen mit Thyssen kreuzten sich zudem noch an anderer Stelle, war Nedelmann doch seit 1857 Aufsichtsratsvorsitzender der Aktiengesellschaft Eisenindustrie zu Styrum in Oberhausen sowie Mitbegründer der Gewerkschaft Deutscher Kaiser in Hamborn, die Anfang der 1890er Jahre von Thyssen aufgekauft wurde. Dem Grubenvorstand der Gewerkschaft Carolinenglück stand er ebenso vor wie dem Aufsichtsrat der Bergbau-Aktiengesellschaft Medio-Rhein.
Ebenso wie der Bergbau versprach auch die aufstrebende Ruhrschifffahrt Profit. Zusammen mit dem Mülheimer Reeder Wilhelm Winschermann kaufte Nedelmann zehn Schleppkähne, die bis dahin für einen niederländischen Besitzer auf dem Rhein im Einsatz gewesen waren. Auf der Mülheimer Schiffswerft Timmerhelling ließ er eigene, hölzerne Ruhraake bauen und nahm sie in Betrieb. Beratung und Unterstützung in allen Schifffahrtsangelegenheiten erhielt der branchenfremde Nedelmann von seinem Vertrauten, einem erfahrenen Mülheimer Schiffer namens Lickfeld.
Als eine Fehlinvestition erwies sich die Beteiligung an der Mülheimer Kunstwollfabrik AG, die in früheren Jahren als Troost’sche Weberei und Spinnerei Luisenthal firmiert hatte. Zunächst im alleinigen Besitz von Heinrich Pelzer, dem Schwiegervater August Thyssens, war das Unternehmen 1872 in eine Aktiengesellschaft umgewandelt und von Ernst Nedelmann mit weiterem Kapital ausgestattet worden. Die finanzielle Schieflage Pelzers wurde schließlich so prekär, dass der Schwiegersohn mit seinem Unternehmen Thyssen & Co. die Schulden übernahm. Als Sicherheit hinterlegte August Thyssen Kuxe der Gewerkschaft Schalker Gruben- und Hüttenverein. Thyssens niederländischer Schwager Fritz Hoosemans übernahm die Betriebsleitung der Kunstwollfabrik, was Nedelmann neues Vertrauen gab. Trotz der schlechten Erfahrungen kaufte er Aktien des Unternehmens von den Söhnen Heinrich Pelzers. Wiederum erwies es sich als ein Verlustgeschäft und das investierte Geld war letztendlich restlos verloren.
Ernst Nedelmann starb am 22. Februar 1888 in seiner Wahlheimat Mülheim an der Ruhr. 1867 war sein jüngster Sohn Carl Nedelmann geboren worden, der als Kaufmann und Glasfabrikant wirkte.